# Los 100 (novela)
Los 100 es una serie de novelas de literatura juvenil perteneciente al género de ciencia ficción y ciencia ficción apocalíptica escrita por Kass Morgan.  Esta serie está formada por cuatro novelas: Los 100, Día 21, Vuelta a La Tierra y Rebelión. La primera novela de la serie, Los 100, fue publicada el 3 de septiembre de 2013, por Little, Brown Books for Young Readers. Día 21, la secuela, fue publicada el 25 de septiembre de 2014. La tercera novela, Vuelta a La Tierra, fue publicada el 26 de febrero de 2015. Finalmente, una cuarta novela, Rebelión, fue publicada el 6 de diciembre de 2016. En España, los dos primeros libros han sido publicados por Alfaguara, el tercer y cuarto libro se publicaron a finales de 2017. 
Antes de la publicación del primer libro, el productor de televisión Jason Rothenberg comenzó a interesarse por llevar la historia a la pantalla. La serie de televisión se estrenó el 19 de marzo de 2014 en The CW Network, con Eliza Taylor, Bob Morley y Marie Avgeropoulos en el rol de protagonistas como Clarke Griffin, Bellamy Blake y Octavia Blake, respectivamente.

## Argumento
Después de un apocalipsis termonuclear, los únicos supervivientes conocidos viven en una "colonia" en el espacio formada por varias naves espaciales unidas en una base, que orbita alrededor de La Tierra. El arca está gobernada por El Canciller, el cual también dirige el consejo legislativo. Los recursos son tan escasos que todos los crímenes, sin importar su magnitud, son castigados con la muerte, salvo que seas menor de 18 años. 

Los 100 comienzan con Clarke Griffin, una antigua estudiante de medicina, estando prisionera por ser cómplice de traición, que cometieron sus padres al investigar sobre la radiación experimentando con humanos (el vicecanciller los tenía amenazados con matar a Clarke si no hacían la investigación). Como resultado, El Canciller flota al padre de Clarke al espacio. Al inicio de la serie han transcurrido dos años desde ese suceso, y la Colonia decide enviar a cien de sus prisioneros adolescentes a La Tierra para investigar si es habitable de nuevo. Entre los cien prisioneros se encuentran Clarke, Wells, Bellamy Blake y su hermana menor, Octavia. 

El destino del grupo era el Monte Weather, pero un fallo en la nave hace que los 100 se estrellen en otra parte de la Costa Este de los antiguos Estados Unidos. Una vez allí, crean su campamento, pero después de varios ataques se dan cuenta de que no están solos. 

### "Día 21"
Veintiún días después de aterrizar en La Tierra, los 100 siguen enfrentándose a continuos ataques de un enemigo desconocido. Octavia ha estado desaparecida desde el incendio y Wells trata de mantener los ánimos, mientras que Bellamy intenta encontrar a su hermana. Los 100 encuentran a una chica de La Tierra, Sasha Walgrove, y la mantienen como su prisionera. Sasha les cuenta que han aterrizado en el antiguo estado de Virginia, y que hay gente de la Colonia que llegó antes que ellos. Bellamy cree que Sasha es la responsable de la desaparición de Octavia y le exige que le revele su localización. Wells y Sasha comienzan a ser cercanos y Sasha le ayuda a encontrar comida para los supervivientes.

En el espacio, los habitantes de Colonia luchan por subir a las naves de descenso cuando el soporte de vida de la estación espacial comienza a fallar; los amigos de Clarke y Wells, Glass y Luke, están entre las personas que desesperadamente tratan de llegar a La Tierra. Sin embargo, se encuentran a merced del Vicecanciller Rhodes, quien está dispuesto a matar para entrar en una de las naves de descenso.

Sasha guía a Clarke y Bellamy a una colonia bajo las ruinas del Centro de Operaciones de Emergencia del Monte Weather. Allí, conocen a su padre, Max Walgrove, el líder de la comunidad terrestre. En el Monte Weather también está Octavia, que había sido rescatada por Max y su gente de un grupo de renegados. Estos renegados eran los responsables de los ataques que habían estado sufriendo los 100. Max y su gente prometen que seguirán ayudando a los 100, y que les proporcionarán más ayuda cuando el resto de la colonia llegue. En ese momento, ven las naves de descenso de Colonia cayendo del cielo.

Wells finalmente se da cuenta de que hay algo que le resulta familiar acerca de Bellamy y Octavia; al final, descubre que su madre era Melina Blake, la mujer que su padre amaba antes de casarse con su madre por el bien de su carrera. 

### "Vuelta a La Tierra"
Después de que las naves de descenso se estrellen, Clarke, Bellamy y Wells guían a un equipo de rescate al lugar de impacto, lo que permite que Clarke y Wells se reúnan con Glass y Luke. Clarke piensa en abandonar el campamento para buscar a sus padres. El Canciller permanece atrapado en Colonia sobre La Tierra, mientras que el Vicecanciller Rhodes intenta tomar el control de la comunidad de La Tierra, planeando obligar a Luke a matar a Bellamy, como una advertencia para todo aquel que trate de desafiarlo.

Con la ayuda de Sasha, Clarke y Wells escapan con un Bellamy malherido. Además, Glass y Luke huyen del campamento para escapar del Vicecanciller Rhodes. Uno de los hombres de Rhodes mata a Sasha mientras esta intentaba ayudar a Octavia. Rhodes planea atacar el Monte Weather para capturar a Bellamy, Clarke y Wells nuevamente y para hacerse con el control de sus provisiones. Mientras, en el Monte Weather se preparan para el ataque de Rhodes, pero algunos de los Colonos se sublevan y se unen a sus benefactores contra Rhodes si Clarke, Bellamy y Wells son capturados en los primeros momentos de la batalla, pero sus aliados derrotan y capturan a Rhodes antes de que el trío pueda ser ejecutado. Más naves de descenso llegan, y uno de los recién llegados informa a Wells de que su padre ha muerto. Ambos, Wells y Bellamy, heredan las posiciones de sus padres como Cancilleres de Colonia.

Durante el funeral de Sasha, Clarke se reúne con sus padres en la ceremonia que se celebra en el Monte Weather. Ella se reconcilia con Wells, pero no retoma su antigua relación con él porque ahora está con Bellamy, con quien quiere pasar el resto de su vida.

- El tercer libro de la serie saldrá en español en algún momento del futuro.

### "Rebelión"
Un mes después de los hechos acontecidos en la anterior novela, Bellamy empieza a mostrar signos de lo que Clarke piensa que es paranoia al obsesionarse con pequeñas unidades militares en el bosque. Sin embargo, un grupo que se hace llamar "Los protectores" se infiltra en su campamento y secuestra a varios de sus habitantes, entre los que se encuentran Wells y Octavia. Mientras Clarke y Bellamy organizan un equipo de rescate para derrotar a su nuevo enemigo, su relación es puesta a prueba cuando Bellamy piensa que Clarke no confía en él. 

Finalmente, el equipo de rescate y los prisioneros consiguen vencer a Los protectores uniendo sus fuerzas como un equipo y al final, Clarke y Bellamy se reconcilian y con la bendición de sus padres, Bellamy le pide a Clarke que se case con él. 

## Personajes
| Clarke Griffin | Principal  | Principal  | Principal  | Principal  |  |  |  |  |  |  |  |  |  |  |  |  |  |  |  |  |  |  |  |  |  |  |  |  |  |  |  |  |  |  |  |  |  |  |  |  |  |  |  |  |  |  |  |  |  |  |  |  |  |  |  |  |  |  |
| Wells Jaha     | Principal  | Principal  | Principal  | Principal  |  |  |  |  |  |  |  |  |  |  |  |  |  |  |  |  |  |  |  |  |  |  |  |  |  |  |  |  |  |  |  |  |  |  |  |  |  |  |  |  |  |  |  |  |  |  |  |  |  |  |  |  |  |  |
| Bellamy Blake  | Principal  | Principal  | Principal  | Principal  |  |  |  |  |  |  |  |  |  |  |  |  |  |  |  |  |  |  |  |  |  |  |  |  |  |  |  |  |  |  |  |  |  |  |  |  |  |  |  |  |  |  |  |  |  |  |  |  |  |  |  |  |  |  |
| Glass Sorenson | Principal  | Principal  | Principal  | Principal  |  |  |  |  |  |  |  |  |  |  |  |  |  |  |  |  |  |  |  |  |  |  |  |  |  |  |  |  |  |  |  |  |  |  |  |  |  |  |  |  |  |  |  |  |  |  |  |  |  |  |  |  |  |  |
| Octavia Blake  | Principal  | Principal  | Principal  | Principal  |  |  |  |  |  |  |  |  |  |  |  |  |  |  |  |  |  |  |  |  |  |  |  |  |  |  |  |  |  |  |  |  |  |  |  |  |  |  |  |  |  |  |  |  |  |  |  |  |  |  |  |  |  |  |
| Luke           | Secundario | Secundario | Secundario | Secundario |  |  |  |  |  |  |  |  |  |  |  |  |  |  |  |  |  |  |  |  |  |  |  |  |  |  |  |  |  |  |  |  |  |  |  |  |  |  |  |  |  |  |  |  |  |  |  |  |  |  |  |  |  |  |
| Sasha Walgrove | Secundaria | Secundaria | Secundaria |            |  |  |  |  |  |  |  |  |  |  |  |  |  |  |  |  |  |  |  |  |  |  |  |  |  |  |  |  |  |  |  |  |  |  |  |  |  |  |  |  |  |  |  |  |  |  |  |  |  |  |  |  |  |  |

## Recepción
- Una crítica de  Editorial Semanal  comenta que es de "fácil atracción"[1]
- Una crítica de  Lista de libros lo llama "oscuro y fascinante".

## Adaptación televisiva
En enero de 2013, The CW anunció que ordenó la realización de un piloto basado en el libro de Kass Morgan, Los 100. El 9 de mayo, fue anunciado que la cadena recogería el piloto para desarrollar una serie para la temporada 2013-2014. Finalmente, el 12 de junio fue revelado que el estreno de la serie sería relegado para la mitad de la temporada.
La serie fue desarrollada por el productor de televisión Jason Rothenberg y se estrenó el 19 de marzo de 2014 en The CW Network, con Eliza Taylor, Bob Morley y Marie Avgeropoulos en el rol de protagonistas como Clarke Griffin , Bellamy Blake y Octavia Blake, respectivamente.
El 8 de mayo de 2014, The CW renueva  Los 100  para una segunda temporada, que fue lanzada el 22 de octubre de 2014.
El 11 de enero de 2015, The CW renovó la serie para una tercera temporada.
El 1 de febrero de 2017 se estrenó la cuarta temporada en EE. UU. y en marzo de 2017 se renovó para una quinta temporada, la cual fue estrenada el 24 de abril de 2018.
En mayo de 2018, la serie fue nuevamente renovada para una sexta temporada, que se estrenó el 30 de abril de 2019.
En abril de 2019, la serie fue renovada para una séptima y última temporada que pondrá fin a la adaptación televisiva.